# Dschabal Nafusa
Der Dschabal Nafusa (arabisch جبل نفوسة, DMG Ǧabal Nafūsa, italienisch Gebel Nefusa, tamazight ⴰⴷⵔⴰⵔ ⵏ ⵉⵏⴼⵓⵙⵏ Adrar n Infusen) ist ein küstennahes Schichtstufen-Bergland im Nordwesten von Libyen. Das Gebiet ist nahezu ausschließlich von Berbern bewohnt.

## Lage
Das Nafusa-Gebirge befindet sich im Hinterland von Tripolitanien, einer der drei historischen Großprovinzen Libyens. Er erstreckt sich als Verlängerung des Dahar-Berglands in Tunesien über 350 km von der tunesischen Grenze bei Nalut über Yafran, Gharyan und Tarhuna bis al-Chums am Mittelmeer und schließt die Djeffara-Ebene gegen die Sahara (Hammada al-Hamra) im Süden ab. Eine Steilstufe nach Süden leitet zu den Sand-, Kies- und Geröllwüsten des Fessan über.
Durch seine Höhe von bis zu 850 m (höchster Berg 981 m) ermöglicht es das Abregnen von Wolken und die Landwirtschaft in der Djeffara-Ebene ohne aufwendige Bewässerungsanlagen.

## Geschichte
Durch die günstigen klimatischen Bedingungen wurden schon in der Antike Getreide und Oliven angebaut. Großen Aufschwung nahm die Landwirtschaft vor allem unter der römischen Herrschaft seit dem 1. Jahrhundert v. Chr. Der Wohlstand der römischen Oberschicht wurde auch durch eine Vielzahl von Villen deutlich, die im Gebiet des Dschabal Nafusa errichtet wurden.
Vor allem seit der islamischen Eroberung im 7. Jahrhundert, war der Dschabal Nafusa ein Rückzugsgebiet für die Berberstämme. So begründete hier Abu l-Chattab al-Maafiri im 8. Jahrhundert ein Imamat der Ibaditen und eroberte Kairuan in Ifrīqiya. Auch heute leben im Dschabal Nafusa Gruppen der Ibaditen.
Zu Beginn des Bürgerkrieges im Jahr 2011 erhoben sich die Stämme in den Bergen gegen das Regime von Muammar al-Gaddafi und erlangten in wechselvollen Kämpfen die Kontrolle über das Gebiet, namentlich über die Städte Nalut und Zintan. Von hier aus erfolgte am 20. August 2011 der entscheidende Vorstoß nach Tripolis, der den Zusammenbruch des Gaddafi-Regimes zur Folge hatte.

## Sehenswürdigkeiten
Abgesehen von vielen landschaftlichen Attraktionen befinden sich im Gebiet der Nafusa-Berge die Speicherburgen (ksour) von Nalut, Kabaw, Qasr Bou Neran und Qasr el-Hadj.